# Argyrocytisus battandieri
Argyrocytisus battandieri es  una especie de plantas de la familia de las fabáceas. Es el único miembro del género monotípico Argyrocytisus.

## Descripción
Es un arbusto inerme que alcanza un tamaño de 2-3 m de alto con las ramas del año con hojas y cubiertas de pelos sedosos y aplicados. Hojas largamente pecioladas, trifoliadas, con grandes folíolos ovales mucronados, revestidos de pelos aplicados sedosos dándoles un aspecto plateado. Flores en racimos terminales rectos, multifloros. Cáliz campanulado, sedoso plateado, bilabiado. Corola amarilla oro; estandarte largamente elíptico, ligeramente cordado en la base, velloso, plateado exteriormente; alas y carinas glabras. Legumbre polisperma, aplastada lateralmente, sedosa, plateada; granos oscuros.

## Distribución y hábitat
Es  endémica de Marruecos, donde vive en el Rif y Atlas Medio. Bioclima húmedo-perhúmedo. Variante bioclimática fresca-muy fría. Piso mesomediterráneo y montano mediterráneo.

## Taxonomía
Argyrocytisus battandieri fue descrita por (Maire) Raynaud y publicado en Bulletin de la Société Botanique de France 121(9): 360. 1974[1975].
Sinonimia
- Adenocarpus battandieri (Maire) Talav.
- Cytisus battandieri Maire[3]